# Václav Havel (canoísta)
Václav Havel (Praga, 5 de outubro de 1920 — Praga, 14 de dezembro de 1979) foi um canoísta checo especialista em provas de velocidade.

## Carreira
Foi vencedor da medalha de prata em C-2 10000 m em Londres 1948, junto com o seu colega de equipa Jiří Pecka.